# ISO 5218
Международный стандарт ISO 5218 описывает представление человеческих полов. Он может быть использован в информационных системах и базах данных.
4 кода, определённых в спецификации стандарта, выглядят, как:
- 0 — неизвестно
- 1 — мужчина
- 2 — женщина
- 9 — неприменимо

Стандарт ISO 5218 был разработан Техническим комитетом по управлению и обмену данными ISO в ноябре 1976, обновлён в июле 2004.
Он используется в нескольких национальных идентификационных системах. В частности, во французских номерах INSEE, в первой цифре национальной идентификационной карты так называемой Республики Китай (Тайвань), в первой цифре Персонального Номера, используемого в Венгрии вплоть до 1991.